# Мавдуд
Мавдуд ибн Алтунташ (умро 2. октобра 1113) био је турски војсковођа и атабег Мосула (1109—1113). Организовао је више похода на крсташке земље, али су сви они завршени неуспехом.

## Поход 1110.
Мавдуд је каријеру започео као официр Мухамеда I који га је 1109. године одредио за атабега Мосула. Потом је наредио да му се придруже и остале муслиманске армије, па је тако формиран први Мавдудов поход на крсташе у који су кренули и Ил Гази и Сокман. Године 1110. извршен је први упад на територију грофовије Едесе и убрзо је град опкољен. Балдуин ле Бурж је затражио помоћ од осталих крсташких барона. Одазвали су му се и јерусалимски краљ Балдуин и Бертранд од Триполија који је са собом довео и неколико јерменских принчева. Танкред Галилејски у почетку није желео да се придружи крсташима, али на наговор јерусалимског краља привидно се измирио са Балдуином ле Буржом. Међутим, док је марш ка Едеси трајао, Танкред се издвојио из групе и вратио се са својим војницима у Антиохију. Сада је Балдуин I остао без четвртине војске, а када је чуо да је његовим поседима запретила опасност од Египћана, одустао је од борбе са Турцима. У међувремену, Мавдуд и Ил Гази су се повукли.

## Поход 1111.
Танкредов напад на Алепо приморао је његовог господара Ридвана од Алепа да тражи помоћ од Мухамеда I. Он му шаље Мавдуда да разбије опсаду. Мавдуд стиже под Алепо током августа, али Ридван одједном одбија да прихвати ову помоћ и затвара капије града. Очигледно се турских емира плашио више од крсташа. Мавдуд је тако нешто и очекивао знајући да Ридван нема много разумевања за "свети рат". Када су увидели да од сарадње са Ридваном неће бити ништа, ирачки емири су пуних 17 дана пустошили његове земље. Након тога, војска је кренула у сусрет Тугтигину који је водио војску из Дамаска ка Триполију. Заправо, Дамаск је био једино заинтересован за Триполи будући да су га сматрали делом своје територије. Међутим, ирачки емири одбијају даљи наставак рата и враћају се кућама.
Ипак, Мавдуду је остало довољно војске која је удружена са оном из Дамаска била довољна да се сада и Танкред уплаши и сместа од крсташких барона тражи помоћ. Иако је он само годину дана раније одбио да пружи помоћ, крсташки барони се нису много премишљали тако да су се под Кастел Ружом ускоро окупили јерусалимски краљ Балдуин, Балдуин ле Бурж и његов вазал Жосцелин од Едесе, Бертранд од Триполија и неколико јерменских принчева. Овога пута Турци су пред собом имали целокупну крсташку силу па се нису усуђивали напасти. Убрзо су се обе војске разишле.

## Поход 1113. и смрт
Током 1113. године Мавдуд сакупља војску, али овога пута Едеса није његов циљ. Он само пролази поред ње и жури да помогне Турцима из Дамаска које је Балдуин жестоко притиснуо. Краљ Балдуин није имао велику војску, по речима Албера од Екса, око 700 витезова и 4000 пешака. Стога је, на глас да стижу Турци из Ирака, одмах затражио помоћ Руђера од Антиохије и Понса од Триполија. Онда је Балдуин начинио грешку примајући битку не сачекавши своје савезнике.
Битка код Ал-Санабре се одиграла 28. јуна 1113. године. Балдуин је изгубио 300 витезова и 1200 пешака. Сам се успео повући у Тиберијас. Ту су га пронашли Руђер од Антиохије и Понс од Триполија и упутили му прекоре што је примио битку не сачекавши их. Интересантно је то како је Балдуин примио ове прекоре не одупирући се много и послушао савете које су му дали његови вазали.
И поред значајних губитака, крсташка војска се успела одржати у околини Тиберијаса. За тих 26. дана, колико је опсада трајала, турци су могли слободно крстарити територијом, тако да су опколили Јафу и Јерусалим. Но, како је крсташка војска сталним притицањем нових ходочасника постепено нарасла до неких 16 000, Турци се ускоро повлаче.
Том приликом Мавдуд је поступио веома опрезно, али је начинио грешку која ће га стајати живота. Отишао је за Дамаск где је након неког времена убијен (2. октобар 1113) пошто се вратио из џамије. Ово убиство починили су Асасини, али је у народу остала сумња да га је наручио Тугтигин желећи да се ослободи опасног такмаца и постане миљеник Мухамеда I.